# Салиховское сельское поселение
Салиховское се́льское поселе́ние — муниципальное образование в Бавлинском районе Татарстана Российской Федерации.
Административный центр — село Новые Чути.

## География
Граничит с Татарско-Кандызским, Новозареченским, Шалтинским сельскими поселениями и с Оренбургской областью.
На территории поселения находится самая южная точка Татарстана и самый южный населённый пункт республики (с. Хансверкино).
Крупнейшие реки: Верхний Кандыз и его приток Кунна.
По территории поселения проходит маршрут строящегося транспортного коридора "Западная Европа - Западный Китай".

## История
Статус и границы сельского поселения установлены Законом Республики Татарстан от 31 января 2005 года № 16-ЗРТ «Об установлении границ территорий и статусе муниципального образования "Бавлинский муниципальный район" и муниципальных образований в его составе».

## Население
| 2010 | 2011 | 2012 | 2013 | 2014 | 2015 | 2016 |
| ---- | ---- | ---- | ---- | ---- | ---- | ---- |
| 968  | ↘965 | ↘930 | ↘901 | ↘882 | ↘858 | ↘823 |
| 2017 | 2018 |      |      |      |      |      |
| ↘814 | ↘806 |      |      |      |      |      |

## Состав сельского поселения
| № | Населённый пункт | Тип населённого пункта       | Население |
| - | ---------------- | ---------------------------- | --------- |
| 1 | Новые Чути       | село, административный центр | ↘423      |
| 2 | Салихово         | село                         |           |
| 3 | Хансверкино      | село                         |           |